# Shooting Fish
 Shooting Fish, är en brittisk långfilm från 1997.

## Handling
Dylan och Jez är småskojare, i jakt med att samla ihop två miljoner pund för att köpa ett stort hus på landet. De lär känna Georgie som tror att de samlar ihop pengar till ett hem för föräldralösa. De hamnar i fängelse med hela summan, i 50-pundssedlar, i tryggt förvar när de får höra att just 50-pundssedlarna blir ogiltiga innan de kommer ut. Georgie måste hjälpa dem men hon behöver pengar för att rädda ett hem för utvecklingsstörda ungdomar. Det ingen av de inblandade är medvetna om är att de alla är bedragare.

## Rollista (i urval)
- Dan Futterman - Dylan
- Stuart Townsend - Jez
- Kate Beckinsale - Georgie